# Provinciale herindeling van Nederland

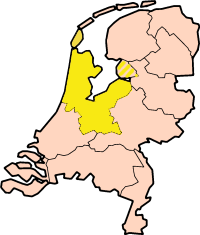
Het eerste landsdeel (of superprovincie) van Nederland, volgens het kabinet-Rutte II

De Nederlandse kabinetten Rutte I en Rutte II hebben een provinciale herindeling van Nederland voorgesteld met landsdelen of superprovincies, bestuurlijke regio's die de huidige provincies van Nederland tegen 2025 zouden moeten vervangen. In juni 2014 werd duidelijk dat dit plan uit het regeerakkoord van de baan is.
Het eerste landsdeel dat volgens het regeerakkoord zou worden gecreëerd omvat het grootste deel van de huidige provincies Flevoland, Noord-Holland en Utrecht. Omdat deze fusie als voorbeeld moest gaan dienen voor de vorming van overige landsdelen, was aanvankelijk weinig bekend over de geplande verdere indelingen. Wel werd al langer gesproken over de mogelijkheid om een superprovincie te maken van Noord-Nederland (de huidige provincies Friesland, Groningen en Drenthe).
Eerder waren er plannen voor een Randstadprovincie die naast Flevoland, Noord-Holland en Utrecht ook Zuid-Holland zou omvatten.

## Eerste landsdeel
De betrokken minister, Ronald Plasterk, stelde aanvankelijk dat de fusie van Utrecht, Flevoland en Noord-Holland voltooid moest zijn vóór de Provinciale Statenverkiezingen in 2014. Het kabinet van VVD en PvdA wilde vóór 2015 de drie provincies fuseren, met uitzondering van de Noordoostpolder in Flevoland, die mogelijk bij een andere provincie wordt gevoegd. Later werd de geplande invoeringsdatum naar 1 januari 2016 verplaatst. De werknaam van het nieuwe landsdeel is Noordvleugelprovincie. Hoe de nieuwe superprovincie daadwerkelijk moet gaan heten, wat de hoofdstad gaat worden en hoe de gemeentelijke onderverdeling zal zijn is nog niet duidelijk. Ook landelijke politieke omstandigheden kunnen de plannen wijzigen of dwarsbomen. De fusie kan alleen op basis van een wet en daarvoor is een meerderheid in beide kamers van de Staten-Generaal nodig.
Het vorige plan werd door een Kamermeerderheid verworpen en kreeg van lokale bestuurslagen veel kritiek te verduren. De fusie kan dus op vertraging stuiten, waardoor de Provinciale Verkiezingen van 2015 doorslaggevend zouden kunnen worden voor de fusieplannen. De PvdA in de Provinciale Raad van Utrecht heeft laten weten dat, mocht de fusie vertraagd raken, de provinciale verkiezingen moeten worden uitgesteld. Dit zou betekenen dat ook de eerstvolgende Eerste Kamerverkiezingen moeten worden uitgesteld, dit is echter staatsrechtelijk niet zomaar mogelijk.
Volgens een enquête van EenVandaag in november 2012 stonden burgers van de provincie Utrecht het meest negatief tegenover een fusie met Noord-Holland, en ook is een fusie met Utrecht niet populair in Noord-Holland en Flevoland. Uit een enquête van RTV Utrecht bleek 62% van de bevolking tegenstander van de fusie, terwijl maar 24% voorstander was. Zo'n 65% van de burgers geloofde verder niet dat de (toen nog geldende) streefdatum van 2015 haalbaar was, of dat de fusie een kostenbesparing zou opleveren. Als grootste nadeel werd het verlies van de 'Utrechtse identiteit' gezien (46% van de ondervraagden gaf dit aan).
Onder een deel van de lokale bestuurders en de bevolking van de drie provincies is geen animo voor een fusie. De Commissarissen van de Koningin van de drie provincies gaven ook aan niet mee te willen werken aan de fusie. Ook diverse burgemeesters, waaronder die van Haarlem en Bunnik, spraken zich uit tegen de fusieplannen. Een wethouder uit Montfoort begon een petitie tegen de fusie, die de Tweede Kamer opriep de beslissing opnieuw te bekijken.
De provinciale staten van Utrecht zijn in meerderheid tegen de fusieplannen, en vrijwel geen enkele partij geloofde dat de fusie kan worden afgerond in 2015 (toen dat nog het streefjaar was). De provinciale staten van Utrecht besloten in februari 2013 dat in 2014 gelijk met de gemeentelijke verkiezingen een raadgevend referendum zal worden gehouden onder de Utrechtse bevolking over de toekomst van de provincie.
De provinciale staten van Flevoland hebben zich ook tegen het plan gekeerd, en hebben aangegeven de gemeenten van Flevoland te willen overtuigen om niet toe te geven aan de wens tot fusie vanuit Den Haag. De provinciale staten wil samen met de gemeenten een plan opstellen om Flevoland te behouden. Ook overwegen de provinciale staten van Flevoland een referendum, en noemen de herindeling een 'domper voor de provincie die pas haar 25-jarig bestaan vierde'.
De provincie Noord-Holland heeft zich op 14 oktober 2013 uitgesproken tegen de superprovincie. Zowel de Gedeputeerde als de Provinciale Staten vinden dat de minister niet aan heeft kunnen tonen dat de superprovincie zal leiden tot beter en efficiënter bestuur.

## Vervolgplan minister Plasterk

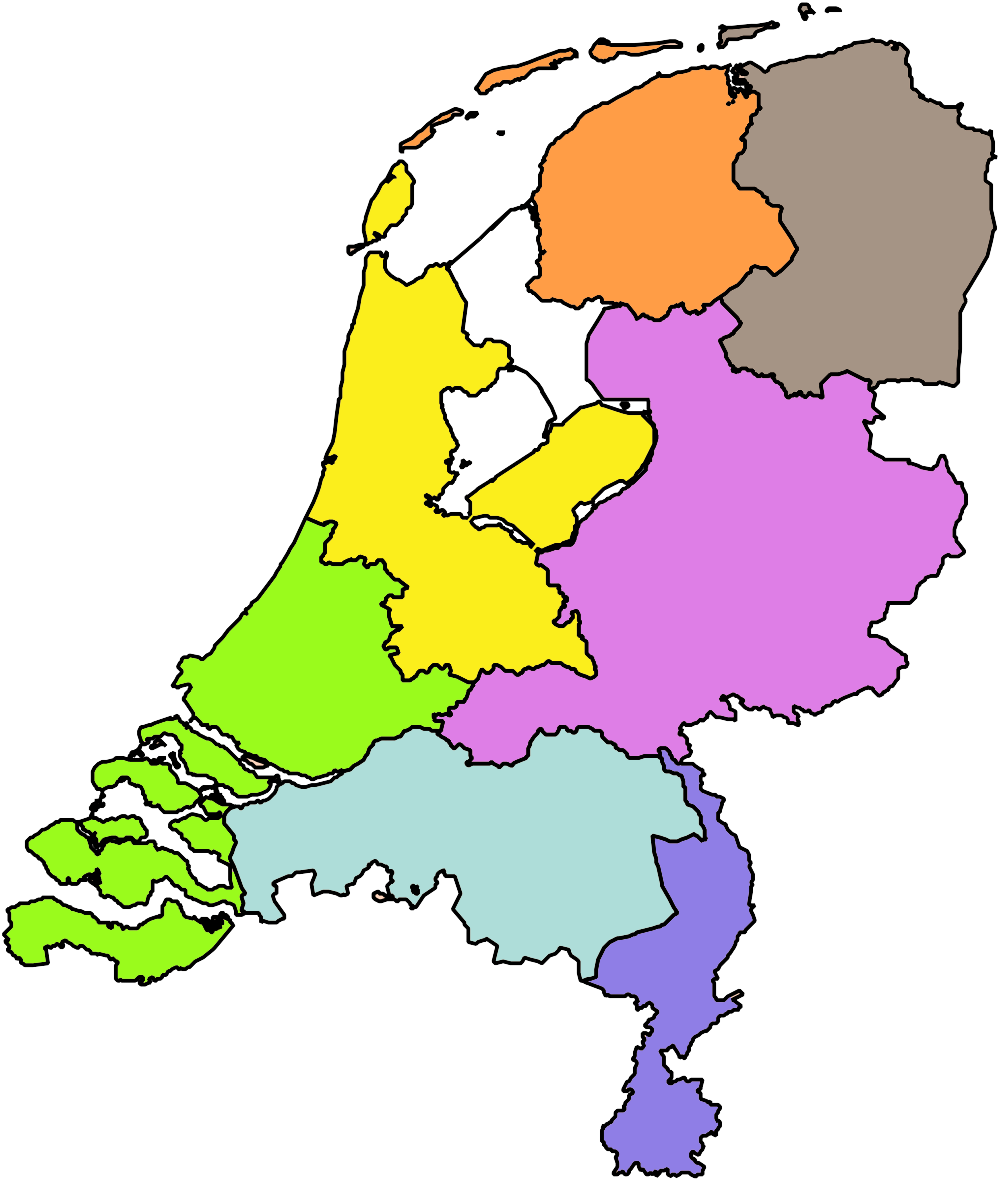
Weergave van de nieuwe Zeven Provinciën.

Begin februari 2014 maakte minister Plasterk bekend hoe de overige provincies in Nederland ingedeeld moeten worden: de nieuwe Zeven Provinciën. Het voorstel luidt als volgt (inwoners per 30 september 2012):
- Friesland: 647.239 inwoners
- Groningen + Drenthe: 1.072.073 inwoners
- Flevoland + Utrecht + Noord-Holland: 4.360.697 inwoners
- Overijssel + Gelderland: 3.152.474 inwoners
- Zeeland + Zuid-Holland: 3.941.407 inwoners
- Noord-Brabant: 2.470.184 inwoners
- Limburg: 1.121.483 inwoners

De plannen om Zeeland en Zuid-Holland samen te voegen zijn, mede door het felle protest van de Zeeuwse bevolking, van de baan. Wegens eigen sterke identiteit van het in Zuid-Nederland gelegen Zeeland bleek een annexatie door Zuid-Holland niet haalbaar (Plasterk in Middelburg, juni 2014).

## Overige provinciale herindelingen
In 1989 is Woerden overgegaan van Zuid-Holland naar provincie Utrecht.
In 2002 is de gemeente Loosdrecht (die in de provincie Utrecht lag), opgegaan in de nieuwe gemeente Wijdemeren, in de provincie Noord-Holland.
in 2019 zijn Leerdam en Zederik overgegaan van Zuid-Holland naar Utrecht. Bij de fusie met Vianen dat al sinds 2002 bij Utrecht hoorde, werd de nieuwe gemeente Vijfheerenlanden gevormd, die deel uit is gaan maken van de provincie Utrecht.

## Geschiedenis

### Franse tijd

Noord-Holland en Utrecht werden al eerder met elkaar gefuseerd

De geplande fusie is de grootste herindeling binnen Nederland sinds de Bataafse tijd. Tijdens de Franse tijd in Nederland werden grootschalige herstructureringen doorgevoerd, onder andere om de invloed van de traditionele provinciën te verminderen en de macht te centraliseren. Zo brak keizer Napoleon de machtige provincie Holland op en voegde hij Utrecht en het noorden van Holland samen tot het Zuiderzeedepartement. Ook probeerde Napoleon enige tijd een indeling waarbij Utrecht samenging met Gelderland. Bij het herstel van de Oranjes in 1814 werden de oorspronkelijke provincies hersteld.

### Randstadprovincie

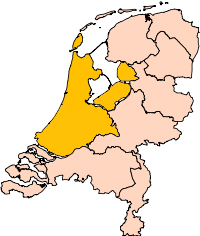
De voorgestelde Randstadprovincie, met Goeree-Overflakkee bij Zeeland gevoegd

Tot 2011 leefde het plan om de Randstad als geheel samen te voegen tot de zogenaamde Randstadprovincie, bestaande uit de provincies Noord-Holland, Zuid-Holland, Utrecht en Flevoland, met een landoppervlakte hebben van 8288,24 km², en 7.891.564 miljoen inwoners (gebaseerd op 30 november 2011) en een bevolkingsdichtheid van 952 inw./km².
In september 2006 werd de Randstadprovincie voorgesteld in een rapport opgesteld door een commissie onder leiding van Antony Burgmans, topman bij Unilever. De Randstadprovincie was volgens de commissie nodig om de positie van de Randstad internationaal gezien te versterken. De huidige Randstad heeft volgens de commissie-Burgmans te veel te lijden van "bestuurlijke filevorming". "Besluitvorming verloopt traag, het bereiken van consensus is te veel een doel op zichzelf geworden. Gebrek aan slagvaardig bestuur is mede oorzaak van de economische achteruitgang van de Randstad. Voor terugkeer naar de Europese top is hervorming van bestuur geboden," aldus de commissie.
De provincie Zuid-Holland zei voor een Randstadprovincie te zijn. Noord-Holland was wel voor de samenvoeging met Utrecht, Flevoland en Zuid-Holland, maar was bang dat de Randstadprovincie, met meer dan de helft van het bruto nationaal product, een te sterke positie zou krijgen binnen Nederland.
Begin 2011 werd bekend dat de provincies Noord-Holland, Utrecht en Flevoland een fusie overwogen. De provincies namen zich voor om in het eerste halfjaar van 2011 de voordelen van een fusie te onderzoeken. Vooruitlopend wilden ze al meer gaan samenwerken op het gebied van openbaar vervoer, het verstrekken van subsidies en onderhoud van provinciale wegen. Op 30 september 2011 zei minister Piet Hein Donner van Binnenlandse Zaken dat het kabinet een fusie steunde. Zuid-Holland kon volgens het kabinet buiten de fusie blijven, omdat Den Haag en Rotterdam al verregaand samenwerken. Volgens de minister was Amsterdam de plannen nog aan het bestuderen. Flevoland liet weten geen behoefte te hebben aan de fusie. De provincie Utrecht reageerde met 'stijgende verbazing' op het kabinetsvoorstel. Noord-Holland wilde wel meewerken aan het onderzoek, maar stelde dat verregaande samenwerking ook een mogelijkheid was. Een meerderheid in de Tweede Kamer nam op 1 november 2011 een motie aan die het kabinet opriep om te stoppen met de plannen.
Op 11 januari 2012 zei Jan Franssen, commissaris van de Koningin in Zuid-Holland, voor een fusie te zijn van de provincies Zuid-Holland en Zeeland en het westen van Noord-Brabant. Dit was volgens hem noodzakelijk om tegenwicht te bieden tegen een noordelijke Randstadprovincie. Anders kwam volgens hem de nadruk te veel op het noorden komt te liggen en zou het evenwicht in de Randstad verstoord raken. Een fusie van alleen Zeeland en Zuid-Holland zou het totale oppervlak van een zuidelijke Randstadprovincie op 6352.39 km² brengen en het landoppervlak op 4601.82 km². De bevolkingsdichtheid van deze provincie zou dan volgens de bevolkingscijfers van november 2011 854 inw/km² worden.